# Кутьківка
Ку́тьківка —  село в Україні, у Дворічанській селищній громаді Куп'янського району Харківської області. Населення становить 678 осіб. До 2020 орган місцевого самоврядування — Кутьківська сільська рада.

## Географія
Село Кутьківка знаходиться на річці Нижня Дворічна, вище за течією на відстані 2 км розташоване село Касянівка, нижче за течією за 4,5 км - селище Дворічна, на відстані 2 км розташовані села Довгеньке, Лозова Друга, Плескачівка. До села примикає лісовий масив (сосна).

## Історія
1822 - дата першої згадки.
7 (20) листопада 1917 року, відповідно до.Третього Універсалу Української Центральної Ради, увійшло до складу Української Народної Республіки.
12 червня 2020 року, відповідно до Розпорядження Кабінету Міністрів України  № 725-р «Про визначення адміністративних центрів та затвердження територій територіальних громад Харківської області», увійшло до складу Дворічанської селищної громади.
19 липня 2020 року, в результаті адміністративно - територіальної реформи та ліквідації Дворічанського району, село увійшло до складу Куп'янського району Харківської області.
Село тимчасово окуповане російськими військами 24 лютого 2022 року.
В ході Харківського контрнаступу село знову перейшло під контроль України.

## Економіка
- В селі є молочно-товарна і птахо-товарна ферми.
- «Світанок», ТОВ.
- «Еталон-Агро», ТОВ.

## Об'єкти соціальної сфери
- Дитячий садочок.
- Школа.
- Клуб.